# دیو سکستون
دیوید "دیو"سکستون (به انگلیسی: David "Dave" Sexton) (زاده ۶ آوریل ۱۹۳۰ - ۲۵ نوامبر ۲۰۱۲) بازیکن و مربی سابق فوتبال است.
سکستون سابقه مربیگری در باشگاه فوتبال چلسی بین سال‌های ۱۹۶۷ تا ۱۹۷۴ و همچنین منچستر یونایتد بین سال‌های ۱۹۷۷ تا ۱۹۸۱ دارد.
از افتخارات وی قهرمانی با تیم چلسی در جام حذفی فوتبال انگلستان در سال ۱۹۷۰ و قهرمانی در جام در جام اروپا در سال ۱۹۷۱ میلادی است.

## آمار مربی‌گری
| تیم               | کشور     | از          | تا          | نتایح | نتایح | نتایح | نتایح | نتایح |
| تیم               | کشور     | از          | تا          | بازی  | برد   | باخت  | تساوی | برد % |
| ----------------- | -------- | ----------- | ----------- | ----- | ----- | ----- | ----- | ----- |
| لیتون اورینت      | انگلستان | ژانویه ۱۹۶۵ | دسامبر ۱۹۶۵ | ۳۷    | ۷     | ۲۰    | ۱۰    | ۰۱۹   |
| چلسی              | انگلستان | اکتبر ۱۹۶۷  | اکتبر ۱۹۷۴  | ۳۳۳   | ۱۴۰   | ۹۳    | ۱۰۰   | ۰۴۲   |
| کویینز پارک رنجرز | انگلستان | اکتبر ۱۹۷۴  | ژوئیه ۱۹۷۷  | ۱۳۰   | ۵۷    | ۴۱    | ۳۲    | ۰۴۴   |
| منچستر یونایتد    | انگلستان | ژوئیه ۱۹۷۷  | آوریل ۱۹۸۱  | ۱۹۱   | ۷۵    | ۵۲    | ۶۴    | ۰۳۹   |
| کاونتری سیتی      | انگلستان | مه ۱۹۸۱     | مه ۱۹۸۳     | ۸۸    | ۲۸    | ۳۹    | ۲۱    | ۰۳۲   |